# Salmo marmoratus
Salmo marmoratus és una espècie de peix de la família dels salmònids i de l'ordre dels salmoniformes.

## Morfologia
- Els mascles poden assolir 41 cm de longitud total.[2]

## Alimentació
Menja insectes aquàtics i invertebrats. Els exemplars més grossos també s'alimenten d'altres peixos.

## Hàbitat
Viu en zones d'aigües dolces temperades entre 2 °C-15 °C de temperatura.

## Distribució geogràfica
Es troba a Europa: nord d'Itàlia, conca adriàtica d'Eslovènia i Croàcia, Montenegro i Albània.

## Estat de conservació
La seua distribució geogràfica original s'ha vist reduïda a causa de la destrucció del seu hàbitat i la introducció d'espècies exòtiques.